# NGC 2814
NGC 2814 је спирална галаксија у сазвежђу Велики медвед која се налази на NGC листи објеката дубоког неба.
Деклинација објекта је + 64° 15' 7" а ректасцензија 9h 21m 11,5s. Привидна величина (магнитуда) објекта NGC 2814 износи 13,5 а фотографска магнитуда 14,3. Налази се на удаљености од 27,1000 милиона парсека од Сунца. NGC 2814 је још познат и под ознакама UGC 4952, MCG 11-12-4, CGCG 312-3, IRAS 09170+6428, PGC 26469.